# Dapedium
Il dapedio (gen. Dapedium) è un pesce osseo estinto, appartenente ai dapediiformi (Dapediiformes). Visse nel Triassico superiore e nel Giurassico inferiore (circa 210 – 190 milioni di anni fa), e i suoi resti sono stati rinvenuti in gran parte d'Europa.

## Descrizione
Questo pesce aveva un corpo discoidale e appiattito lateralmente lungo una trentina di centimetri, ricoperto di pesanti scaglie ganoidi. Il cranio, molto robusto, era dotato di denti adatti a triturare materiale duro, come gusci di molluschi o coralli. La mascella del dapedio, al contrario di quella dei pesci ossei primitivi, era mobile e capace di estroflettersi; in questo modo il dapedio poteva ampliare l'apertura boccale e inghiottire prede più grandi. La coda era corta e robusta, e consentiva all'animale di cambiare direzione repentinamente durante il nuoto.

## Possibile comportamento
Probabilmente il dapedio era un pesce di scogliera, che si muoveva lentamente alla ricerca di cibo come gli odierni pesci pappagallo (gen. Scarus). Nel corso del Giurassico iniziarono a diffondersi i pesci picnodontidi, dalle abitudini simili; nel corso di milioni di anni queste forme soppiantarono il dapedio, più primitivo e meno specializzato.

## Fossili famosi
Tra le specie più note di dapedio vi sono Dapedium politum e Dapedium punctatum, entrambe del Giurassico inferiore. Molti resti fossili di questi animali sono stati ritrovati nei famosi giacimenti di Lyme Regis in Inghilterra e di Holzmaden in Germania. Altri fossili più frammentari sono stati rinvenuti anche in Italia, a Osteno.